# Ulica Szosa Obwodowa w Giżycku
Ulica Szosa Obwodowa, Ulica Obwodowa, Obwodówka – najdłuższa ulica w Giżycku, pełniąca jednocześnie rolę jego obwodnicy. Biegnie od ul. Białostockiej przy przejeździe kolejowo-drogowym do ul. Moniuszki na wysokości Popówki Małej.
Została wybudowana na początku lat 30. XX w., w wyniku czego Giżycko przez następnych 60 lat było jedynym miastem na Mazurach posiadającym obwodnicę. Ulicę nazwano Umgehungstrasse i znaczy to samo co polskie Obwodowa. Nazwa, poza przetłumaczeniem, nie zmieniła się do dziś.
Ulicą Obwodową są poprowadzone następujące drogi krajowe:
| nr drogi | odcinek                              |
| -------- | ------------------------------------ |
|          | ul. Białostocka – rondo Solidarności |
|          | rondo Solidarności – ul. Moniuszki   |

Arteria jest poprowadzona wschodnią i północną krawędzią miasta, następnie wchodzi w Giżycko na wysokości ul. Świderskiej (wzdłuż os. Wilanów) i dalej biegnie w kierunku południowo-zachodnim w stronę Twierdzy Boyen, w której okolicach kończy bieg.

## Rondo turbinowe
Na przełomie 2020 i 2021 zostało oddane do użytku rondo w układzie turbinowym na skrzyżowaniu z ulicami Świderską i Nowowiejską. Jednocześnie przebudowano z obu stron fragmenty ulicy prowadzące do ronda - między skrzyżowaniami z ul. Batorego a Rolniczą i Wilanowską droga ma klasę GP, o przekroju dwujezdniowym z czterema pasami ruchu po dwa w każdą stronę.

## Rozbudowa ulicy
W maju 2022 zatwierdzono program przebudowy kolejnego fragmentu ulicy o długości 1,5 kilometra, na odcinku od końca dwupasmowej części Obwodówki w kierunku Wilkas do skrzyżowania z ul. Moniuszki na wysokości Popówki Małej. W tym celu zostaną wybudowane nowe mosty nad Kanałem Łuczańskim w miejscu obecnego, wiadukty nad skrzyżowaniem z ulicami Rolniczą i Wilanowską a cały fragment zostanie przebudowany do klasy drogi GP o przekroju 2x2.
W planach miasta od 2005 jest modernizacja ulicy na całym jej odcinku od Bystrego do Wilkas. W tym celu zostanie wybudowany m.in. wiadukt nad linią kolejową Białystok - Głomno, drogi serwisowe, ścieżki dla pieszych itd. Ograniczeniu ulegnie także dostępność do ulicy, która będzie tylko na większych węzłach komunikacyjnych.